# Sergio Pandiani
Sergio Pandiani (* 10. März 1997) ist ein argentinischer Leichtathlet, der sich auf den Zehnkampf spezialisiert hat.

## Sportliche Laufbahn
Erste internationale Erfahrungen sammelte Sergio Pandiani im Jahr 2014, als er bei den Jugendsüdamerikameisterschaften in Cali mit 6399 Punkten die Silbermedaille im Zehnkampf gewann. Im Jahr darauf belegte er bei den Juniorensüdamerikameisterschaften in Cuenca mit 5485 Punkten den sechsten Platz und 2016 gewann er bei den U23-Südamerikameisterschaften in Lima mit 6968 Punkten die Bronzemedaille hinter dem Ecuadorianer Andy Preciado und Alex Soares aus Brasilien. Zudem gewann er dort in 3:17,91 min auch die Bronzemedaille mit der argentinischen 4-mal-400-Meter-Staffel hinter den Teams aus Brasilien und Ecuador. 2017 wurde er bei den Südamerikameisterschaften in Luque mit 6964 Punkten Fünfter und im Jahr darauf nahm er an den Südamerikaspielen in Cochabamba teil und belegte dort mit 7260 Punkten ebenfalls Rang fünf. Anschließend gewann er bei den Ibero-Amerikanischen Meisterschaften in Trujillo mit 7293 Punkten die Silbermedaille hinter dem Brasilianer Felipe dos Santos und siegte dann mit 7119 Punkten bei den U23-Südameriakmeisterschaften in Cuenca.
2019 gewann er bei den Südamerikameisterschaften in Lima mit 7226 Punkten die Bronzemedaille hinter den Venezolanern Georni Jaramillo und Gerson Izaguirre und anschließend nahm er an der Sommer-Universiade in Neapel teil und wurde dort mit 7204 Punkten Sechster. 2025 gelangte er bei den Südamerikameisterschaften in Mar del Plata mit 7093 Punkten auf den vierten Platz.
In den Jahren 2018, 2019 und 2022 wurde Pandiani argentinischer Meister im Zehnkampf.

## Persönliche Bestleistungen
- Zehnkampf: 7390 Punkte, 15. April 2018 in Rosario